# Chetej (kancléř)
| F32 · t | M17 | M17 |

| F32 · t | M17 | M17 |

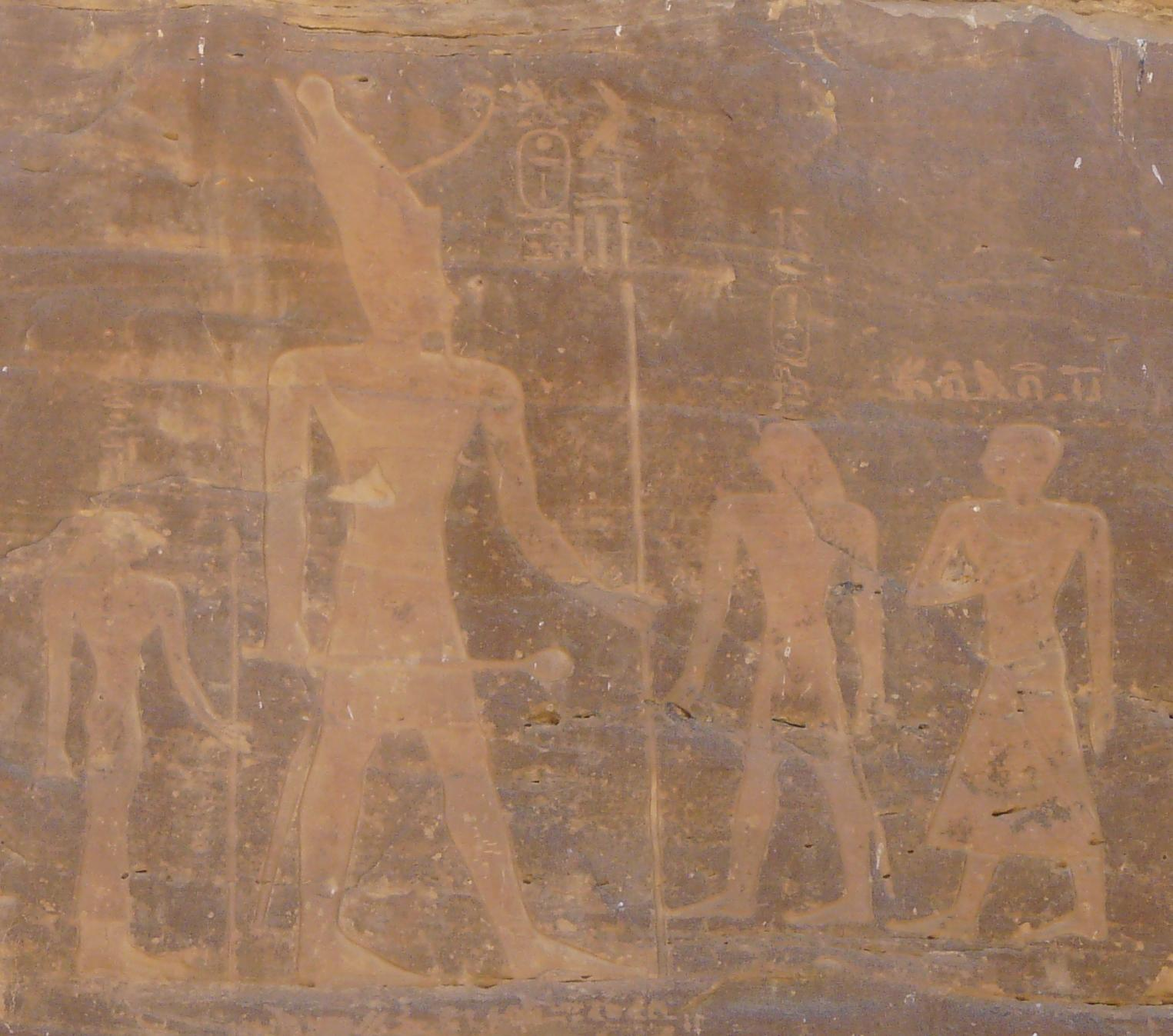
Chetej (zcela vpravo) se členy královské rodiny

Chetej byl významný hodnostář a kancléř (správce pokladnice) ve starověkém Egyptě v době 11. dynastie za vlády panovníka Antefa III. a jeho nástupce Mentuhotepa II. O jeho důležitém postavení svědčí reliéf ze 39. roku Mentuhotepovy vlády, na němž je zobrazen spolu se členy královské rodiny, přičemž jeho postava je znázorněna ve větší velikosti než dvě ze tří ostatních. Přesnější interpratace vyobrazení je ovšem nemožná.
Zdá se, že Chetej hrál klíčovou roli ve vojenských taženích Mentuhotepa II. následujících po znovusjednocení Egypta. Kromě kontroly sinajské oblasti vedl také výpravy do Núbie: ve 39. roce vlády na jih od prvního nilského kataraktu a v 41. roce mohutné loďstvo do oblasti Asuánu. Ani přes to se ovšem Egypťanům nepodařilo Dolní Núbii zcela ovládnout.
Vedl také výpravu do oázy Kurkur, kterou panovníkovi podmanil. Výše uvedený reliéf se nalézá v místě, z nějž vychází přístupová cesta do oázy asi 40 km jižně od Edfu.